# N-Acetylmuraminsäure
N-Acetylmuraminsäure (kurz: NAM oder MurNAc) ist ein Monosaccharid und ein Kohlenhydrat. Ihr Grundgerüst ist N-Acetylglucosamin, also ein Glucose-Molekül mit einem am C2-Atom acetylierten Aminogruppe und einer über eine Etherbrücke am C3-Atom gebundenen Milchsäure-Einheit. NAM ist von Bedeutung für die Struktur des Mureins, einer wichtigen Substanz bakterieller Zellwände, dort ist es mit N-Acetylglucosamin glycosidisch verknüpft.